# ATP Tour 2019
ATP Tour 2019 er den 30. udgave af ATP Tour, den professionelle tour for mandlige tennisspillere siden etableringen i 1990. Touren består af 61 turneringer fordelt i tre kategorier, samt de to sæsonafsluttende turneringer, Next Gen ATP Finals og ATP Finals.

## Turneringer

### Kategorier og ranglistepoint
ATP Tour 2019 består af 61 almindelige turneringer fordelt i fire kategorier, samt de to sæsonafsluttende turneringer, ATP Finals og Next Gen ATP Finals. Derudover indgår de fire grand slam-turneringer også i tourens kalender, og resultaterne opnået i de grand slam-turneringerne giver også point til ATP's verdensrangliste, selvom turneringerne ikke er en del af ATP Tour. Turneringerne er fordelt på følgende turneringskategorier med angivelse af de tilhørende ranglistepoint, spillerne opnår afhængig af deres resultater.
| Turneringskategori | Antal turneringer | Ranglistepoint i single | Ranglistepoint i single | Ranglistepoint i single | Ranglistepoint i single | Ranglistepoint i single         | Ranglistepoint i single         | Ranglistepoint i single         | Ranglistepoint i single         | Ranglistepoint i single         | Ranglistepoint i single         | Ranglistepoint i single         | Ranglistepoint i single         | Ranglistepoint i single         | Ranglistepoint i double | Ranglistepoint i double | Ranglistepoint i double | Ranglistepoint i double | Ranglistepoint i double         | Ranglistepoint i double         | Ranglistepoint i double         | Ranglistepoint i double         | Ranglistepoint i double         |
| Turneringskategori | Antal turneringer | Spillere                | V                       | F                       | 1/2                     | 1/4                             | 1/8                             | 1/16                            | 1/32                            | 1/64                            | Q                               | Q3                              | Q2                              | Q1                              | Antal par               | V                       | F                       | 1/2                     | 1/4                             | 1/8                             | 1/16                            | 1/32                            | Q                               |
| --- | ----------------- | ----------------------- | ----------------------- | ----------------------- | ----------------------- | ------------------------------- | ------------------------------- | ------------------------------- | ------------------------------- | ------------------------------- | ------------------------------- | ------------------------------- | ------------------------------- | ------------------------------- | ----------------------- | ----------------------- | ----------------------- | ----------------------- | ------------------------------- | ------------------------------- | ------------------------------- | ------------------------------- | ------------------------------- |
| Grand slam * | 4                 | 128S                    | 2000                    | 1200                    | 720                     | 360                             | 180                             | 90                              | 45                              | 10                              | 25                              | 16                              | 8                               | 0                               | 64D                     | 2000                    | 1200                    | 720                     | 360                             | 180                             | 90                              | 0                               | 25                              |
| ATP Finals | 1                 | 8S                      | G+900                   | G+400                   | G+0                     | Gruppespil: 200 pr. vundet kamp | Gruppespil: 200 pr. vundet kamp | Gruppespil: 200 pr. vundet kamp | Gruppespil: 200 pr. vundet kamp | Gruppespil: 200 pr. vundet kamp | Gruppespil: 200 pr. vundet kamp | Gruppespil: 200 pr. vundet kamp | Gruppespil: 200 pr. vundet kamp | Gruppespil: 200 pr. vundet kamp | 8D                      | G+900                   | G+400                   | G+0                     | Gruppespil: 200 pr. vundet kamp | Gruppespil: 200 pr. vundet kamp | Gruppespil: 200 pr. vundet kamp | Gruppespil: 200 pr. vundet kamp | Gruppespil: 200 pr. vundet kamp |
| Next Gen ATP Finals | 1                 | 8S                      | -                       | -                       | -                       | -                               | -                               | -                               | -                               | -                               | -                               | -                               | -                               | -                               | -                       | -                       | -                       | -                       | -                               | -                               | -                               | -                               | -                               |
| ATP Tour Masters 1000 | 9                 | 96S                     | 1000                    | 600                     | 360                     | 180                             | 90                              | 45                              | 25                              | 10                              | 16                              | -                               | 8                               | 0                               | 24-32D                  | 1000                    | 600                     | 360                     | 180                             | 90                              | 0                               | -                               | -                               |
| ATP Tour Masters 1000 | 9                 | 48-56S                  | 1000                    | 600                     | 360                     | 180                             | 90                              | 45                              | 10                              | -                               | 25                              | -                               | 16                              | 0                               | 24-32D                  | 1000                    | 600                     | 360                     | 180                             | 90                              | 0                               | -                               | -                               |
| ATP Tour 500 | 13                | 48S                     | 500                     | 300                     | 180                     | 90                              | 45                              | 20                              | 0                               | -                               | 10                              | -                               | 4                               | 0                               | 16D                     | 500                     | 300                     | 180                     | 90                              | 0                               | -                               | -                               | -                               |
| ATP Tour 500 | 13                | 32S                     | 500                     | 300                     | 180                     | 90                              | 45                              | 0                               | -                               | -                               | 20                              | -                               | 10                              | 0                               | 16D                     | 500                     | 300                     | 180                     | 90                              | 0                               | -                               | -                               | -                               |
| ATP Tour 250 | 39                | 48S                     | 250                     | 150                     | 90                      | 45                              | 20                              | 10                              | 0                               | -                               | 5                               | -                               | 3                               | 0                               | 16D                     | 250                     | 150                     | 90                      | 45                              | 0                               | -                               | -                               | -                               |
| ATP Tour 250 | 39                | 28-32S                  | 250                     | 150                     | 90                      | 45                              | 20                              | 0                               | -                               | -                               | 12                              | -                               | 6                               | 0                               | 16D                     | 250                     | 150                     | 90                      | 45                              | 0                               | -                               | -                               | -                               |
| Note * Grand slam-turneringerne er ikke en del af ATP Tour, men de er en del af tourens kalender og giver point til ATP's verdensrangliste. |                   |                         |                         |                         |                         |                                 |                                 |                                 |                                 |                                 |                                 |                                 |                                 |                                 |                         |                         |                         |                         |                                 |                                 |                                 |                                 |                                 |

## Kalender
| Uge | Startdato     | Værtsby          | Turnering                                              | Kategori              | Underlag      | Deltagere         | Præmiesum     | TFC         |
| --- | ------------- | ---------------- | ------------------------------------------------------ | --------------------- | ------------- | ----------------- | ------------- | ----------- |
| 1 | 31. december  | Doha             | Qatar ExxonMobil Open                                  | ATP Tour 250          | Hardcourt     | 32S / 16Q / 16D   | $ 1.313.215   | $ 1.416.205 |
| 1 | 31. december  | Brisbane         | Brisbane International                                 | ATP Tour 250          | Hardcourt     | 28S / 16Q / 16D   | $ 527.880     | $ 589.680   |
| 1 | 31. december  | Pune             | Tata Open Maharashtra                                  | ATP Tour 250          | Hardcourt     | 28S / 16Q / 16D   | $ 527.880     | $ 589.680   |
| 2 | 6. januar     | Sydney           | Sydney International                                   | ATP Tour 250          | Hardcourt     | 28S / 16Q / 16D   | $ 527.880     | $ 589.680   |
| 2 | 7. januar     | Auckland         | ASB Classic                                            | ATP Tour 250          | Hardcourt     | 28S / 16Q / 16D   | $ 527.880     | $ 589.680   |
| 3-4 | 14. januar    | Melbourne        | Australian Open                                        | Grand slam *          | Hardcourt     | 128S / 128Q / 64D | A$ 28.487.000 | -           |
| 5 | 1. februar    |                  | Davis Cup-kvalifikation **                             |                       |               |                   |               |             |
| 6 | 4. februar    | Montpellier      | Open Sud de France                                     | ATP Tour 250          | Hardcourt (i) | 28S / 16Q / 16D   | € 524.340     | € 586.140   |
| 6 | 4. februar    | Sofia            | Sofia Open                                             | ATP Tour 250          | Hardcourt (i) | 28S / 16Q / 16D   | € 524.340     | € 586.140   |
| 6 | 4. februar    | Córdoba          | Córdoba Open                                           | ATP Tour 250          | Grus          | 28S / 16Q / 16D   | $ 527.880     | $ 589.680   |
| 7 | 11. februar   | Rotterdam        | ABN AMRO World Tennis Tournament                       | ATP Tour 500          | Hardcourt (i) | 32S / 16Q / 16D   | € 1.961.160   | € 2.098.480 |
| 7 | 11. februar   | New York City    | New York Open                                          | ATP Tour 250          | Hardcourt (i) | 28S / 16Q / 16D   | $ 694.995     | $ 777.385   |
| 7 | 11. februar   | Buenos Aires     | Argentina Open                                         | ATP Tour 250          | Grus          | 28S / 16Q / 16D   | $ 590.745     | $ 673.135   |
| 8 | 8. februar    | Rio de Janeiro   | Rio Open presented by Claro                            | ATP Tour 500          | Grus          | 32S / 16Q / 16D   | $ 1.786.690   | $ 1.937.740 |
| 8 | 8. februar    | Marseille        | Open 13 Provence                                       | ATP Tour 250          | Hardcourt (i) | 28S / 16Q / 16D   | € 668.485     | € 744.010   |
| 8 | 8. februar    | Delray Beach     | Delray Beach Open by vitacost.com                      | ATP Tour 250          | Hardcourt     | 32S / 16Q / 16D   | $ 582.550     | $ 651.215   |
| 9 | 25. februar   | Dubai            | Dubai Duty Free Tennis Championships                   | ATP Tour 500          | Hardcourt     | 32S / 16Q / 16D   | $ 2.736.845   | $ 2.887.895 |
| 9 | 25. februar   | Acapulco         | Abierto Mexicano Telcel presentado por HSBC            | ATP Tour 500          | Hardcourt     | 32S / 16Q / 16D   | $ 1.780.060   | $ 1.931.110 |
| 9 | 25. februar   | São Paulo        | Brasil Open                                            | ATP Tour 250          | Grus (i)      | 28S / 16Q / 16D   | $ 550.145     | $ 618.810   |
| 10-11 | 7. marts      | Indian Wells     | BNP Paribas Open                                       | ATP Tour Masters 1000 | Hardcourt     | 96S / 48Q / 32D   | $ 8.359.455   | $ 9.314.875 |
| 12-13 | 20. marts     | Miami            | Miami Open presented by Itaú                           | ATP Tour Masters 1000 | Hardcourt     | 96S / 48Q / 32D   | $ 8.359.455   | $ 9.314.875 |
| 14 |               |                  | Davis Cup, gruppe II **                                |                       |               |                   |               |             |
| 15 | 8. april      | Marrakech        | Grand Prix Hassan II                                   | ATP Tour 250          | Grus          | 32S / 16Q / 16D   | € 524.340     | € 586.140   |
| 15 | 8. april      | Houston          | Fayez Sarofim & Co. U.S. Men's Clay Court Championsip  | ATP Tour 250          | Grus          | 28S / 16Q / 16D   | $ 583.585     | $ 652.245   |
| 16 | 14. april     | Monte Carlo      | Rolex Monte-Carlo Masters                              | ATP Tour Masters 1000 | Grus          | 56S / 28Q / 24D   | € 5.207.405   | € 5.585.030 |
| 17 | 22. april     | Barcelona        | Barcelona Open Banc Sabadell                           | ATP Tour 500          | Grus          | 48S / 24Q / 16D   | € 2.609.135   | € 2.746.455 |
| 17 | 22. april     | Budapest         | Gazprom Hungarian Open                                 | ATP Tour 250          | Grus          | 28S / 16Q / 16D   | € 524.340     | € 586.140   |
| 18 | 29. april     | Estoril          | Milennium Estoril Open                                 | ATP Tour 250          | Grus          | 28S / 16Q / 16D   | € 524.340     | € 586.140   |
| 18 | 29. april     | München          | BMW Open by FWU                                        | ATP Tour 250          | Grus          | 28S / 16Q / 16D   | € 524.340     | € 586.140   |
| 19 | 5. maj        | Madrid           | Mutua Madrid Open                                      | ATP Tour Masters 1000 | Grus          | 56S / 28Q / 24D   | € 6.536.160   | € 7.279.270 |
| 20 | 12. maj       | Rom              | Internazionali BNL d'Italia                            | ATP Tour Masters 1000 | Grus          | 56S / 28Q / 24D   | € 5.207.405   | € 5.791.280 |
| 21 | 19. maj       | Genève           | Banque Eric Sturdza Geneva Open                        | ATP Tour 250          | Grus          | 28S / 16Q / 16D   | € 524.340     | € 586.140   |
| 21 | 19. maj       | Lyon             | Open Parc Auvergne-Rhône-Alpes Lyon                    | ATP Tour 250          | Grus          | 28S / 16Q / 16D   | € 524.340     | € 586.140   |
| 22-23 | 26. maj       | Paris            | Roland-Garros                                          | Grand slam *          | Grus          | 128S / 128Q / 64D | € 20.060.000  | -           |
| 24 | 10. juni      | Stuttgart        | MercedesCup                                            | ATP Tour 250          | Græs          | 28S / 16Q / 16D   | € 679.015     | € 754.540   |
| 24 | 10. juni      | 's-Hertogenbosch | Libema Open                                            | ATP Tour 250          | Græs          | 28S / 16Q / 16D   | € 635.750     | € 711.275   |
| 25 | 17. juni      | Halle            | Gerry Weber Open                                       | ATP Tour 500          | Græs          | 32S / 32Q / 16D   | € 2.081.830   | € 2.219.150 |
| 25 | 17. juni      | London           | Fever-Tree Championships                               | ATP Tour 500          | Græs          | 32S / 32Q / 24D   | € 2.081.830   | € 2.219.150 |
| 26 | 23. juni      | Antalya          | Turkish Airlines Open Antalya                          | ATP Tour 250          | Græs          | 28S / 16Q / 16D   | € 445.690     | € 507.490   |
| 26 | 24. juni      | Eastbourne       | Nature Valley International                            | ATP Tour 250          | Græs          | 28S / 16Q / 16D   | € 684.080     | € 745.880   |
| 27-28 | 1. juli       | London           | Wimbledon-mesterskaberne                               | Grand slam *          | Græs          | 128S / 128Q / 64D | £ 17.769.000  | -           |
| 29 | 15. juli      | Newport          | Hall of Fame Open                                      | ATP Tour 250          | Græs          | 28S / 16Q / 16D   | $ 583.585     | $ 652.245   |
| 29 | 15. juli      | Båstad           | Swedish Open                                           | ATP Tour 250          | Grus          | 28S / 16Q / 16D   | € 524.340     | € 586.140   |
| 29 | 15. juli      | Umag             | Plava Laguna Croatia Open Umag                         | ATP Tour 250          | Grus          | 28S / 16Q / 16D   | € 524.340     | € 586.140   |
| 30 | 22. juli      | Hamburg          | Hamburg Open                                           | ATP Tour 500          | Grus          | 32S / 28Q / 24D   | € 1.718.170   | € 1.855.490 |
| 30 | 22. juli      | Atlanta          | BB&T Atlanta Open                                      | ATP Tour 250          | Hardcourt     | 28S / 16Q / 16D   | $ 694.995     | $ 777.385   |
| 30 | 22. juli      | Gstaad           | J. Safra Sarasin Swiss Open Gstaad                     | ATP Tour 250          | Grus          | 28S / 16Q / 16D   | € 524.340     | € 586.140   |
| 31 | 29. juli      | Washington DC    | Citi Open                                              | ATP Tour 500          | Hardcourt     | 48S / 20Q / 16D   | $ 1.895.290   | $ 2.046.340 |
| 31 | 29. juli      | Los Cabos        | Abierto Mexicano de Tenis Mifel presentado por Cinemex | ATP Tour 250          | Hardcourt     | 28S / 16Q / 16D   | $ 762.455     | $ 858.565   |
| 31 | 29. juli      | Kitzbühel        | Generali Open                                          | ATP Tour 250          | Grus          | 28S / 16Q / 16D   | € 524.340     | € 586.140   |
| 32 | 5. august     | Montreal         | Coupe Rogers                                           | ATP Tour Masters 1000 | Hardcourt     | 56S / 28Q / 24D   | $ 5.701.945   | $ 6.338.885 |
| 33 | 11. august    | Mason            | Western & Southern Open                                | ATP Tour Masters 1000 | Hardcourt     | 56S / 28Q / 24D   | $ 6.056.280   | $ 6.735.690 |
| 34 | 18. august    | Winston-Salem    | Winston-Salem Open                                     | ATP Tour 250          | Hardcourt     | 48S / 16Q / 16D   | $ 717.955     | $ 807.210   |
| 35-36 | 26. august    | New York City    | US Open                                                | Grand slam *          | Hardcourt     | 128S / 128Q / 64D | $             | -           |
| 37 |               |                  | Davis Cup, gruppe I og II **                           |                       |               |                   |               |             |
| 38 | 16. september | Sankt Petersborg | St. Petersburg Open                                    | ATP Tour 250          | Hardcourt (i) | 28S / 16Q / 16D   | $ 1.180.000   | $ 1.248.665 |
| 38 | 16. september | Metz             | Moselle Open                                           | ATP Tour 250          | Hardcourt (i) | 28S / 16Q / 16D   | € 524.340     | € 586.140   |
| 39 | 23. september | Chengdu          | Chengdu Open                                           | ATP Tour 250          | Hardcourt     | 28S / 16Q / 16D   | $ 1.096.575   | $ 1.213.295 |
| 39 | 23. september | Zhuhai           | Zhuhai Open                                            | ATP Tour 250          | Hardcourt     | 28S / 16Q / 16D   | $ 931.335     | $ 1.000.000 |
| 40 | 30. september | Beijing          | China Open                                             | ATP Tour 500          | Hardcourt     | 32S / 16Q / 16D   | $ 3.515.225   | $ 3.666.275 |
| 40 | 30. september | Tokyo            | Rakuten Japan Open Tennis Championships                | ATP Tour 500          | Hardcourt     | 32S / 16Q / 16D   | $ 1.895.290   | $ 2.046.340 |
| 41 | 6. oktober    | Shanghai         | Rolex Shanghai Masters                                 | ATP Tour Masters 1000 | Hardcourt     | 56S / 28Q / 24D   | $ 7.473.620   | $ 8.322.885 |
| 42 | 14. oktober   | Moskva           | VTB Kremlin Cup                                        | ATP Tour 250          | Hardcourt (i) | 28S / 16Q / 16D   | $ 840.130     | $ 922.520   |
| 42 | 14. oktober   | Antwerpen        | European Open                                          | ATP Tour 250          | Hardcourt (i) | 28S / 16Q / 16D   | € 635.750     | € 711.275   |
| 42 | 14. oktober   | Stockholm        | Intrum Stockholm Open                                  | ATP Tour 250          | Hardcourt (i) | 28S / 16Q / 16D   | € 635.750     | € 711.275   |
| 43 | 21. oktober   | Wien             | Erste Bank Open                                        | ATP Tour 500          | Hardcourt (i) | 32S / 16Q / 16D   | € 2.296.490   | € 2.433.810 |
| 43 | 21. oktober   | Basel            | Swiss Indoors Basel                                    | ATP Tour 500          | Hardcourt (i) | 32S / 16Q / 16D   | € 2.082.655   | € 2.219.975 |
| 44 | 28. oktober   | Paris            | Rolex Paris Masters                                    | ATP Tour Masters 1000 | Hardcourt (i) | 48S / 24Q / 24D   | € 5.207.405   | € 5.791.280 |
| 45 | 5. november   | Milano           | Next Gen ATP Finals                                    |                       | Hardcourt (i) | 8S                | $ 1.400.000   | -           |
| 46 | 10. november  | London           | Nitto ATP Finals                                       | ATP Finals            | Hardcourt (i) | 8S / 8D           | $ 9.000.000   | -           |
| 47 |               |                  | Davis Cup-slutrunde **                                 |                       |               |                   |               |             |
| Noter * Grand slam-turneringerne er ikke en del af ATP Tour, men de er en del af tourens kalender og giver point til ATP's verdensrangliste. ** Davis Cup er ikke en del af ATP Tour, men turneringen er en del af tourens kalender. |               |                  |                                                        |                       |               |                   |               |             |